# Microstilbon burmeisteri
Microstilbon burmeisteri là một loài chim trong họ Chim ruồi.